# Ihsan Haddad
Ihsan Nabil Farhan Haddad (arabisch احسان حداد; * 5. Februar 1994 in Irbid) ist ein jordanischer Fußballspieler.

## Karriere

### Verein
Aus der U19 von al-Arabi in Irbid kommend, wechselte er zur Saison 2011/12 fest in deren erste Mannschaft. Dort war er dann bis Sommer 2014 aktiv und wechselte anschließend zu al-Ramtha. Nach einer Spielzeit hier wechselte er zu al-Hussein, von denen er aber nach wiederum einer weiteren Saison zurück nach al-Ramtha ging. Im Sommer 2017 ging es für ihn dann wieder woanders hin. Nun spielte er für al-Wehdat, mit denen er auch gleich Meister wurde. Zur Folgesaison zog er weiter zu al-Faisaly, wo er wieder mit der Mannschaft hier den Meistertitel erreichte. Ein paar Monate nach Titelgewinn verließ er im Februar 2021 dann erstmals sein Heimatland und schloss sich im Irak al-Quwa al-Dschawiya an. Dort steuerte er mit zwei Toren in der noch verbleibenden Laufzeit Saison 2020/21 seinen Teil der Meisterschaft seiner Mannschaft am Ende dieser Spielrunde bei. Nach gut einem Jahr Klubzugehörigkeit kehrte er im Februar 2022 wiederum zurück in sein Heimatland, wo er nun erneut für al-Faisaly auflief. Mit diesen gewann er in der Spielzeit 2022 dann zum dritten Mal die jordanische Meisterschaft. Anfang 2023 kehrte er wieder in den Irak zurück, spielte diesmal aber für al-Shorta, von wo er aber bereits im Juni 2023 wieder zurück zu al-Faisaly ging, wo er auch bis heute noch spielt.

### Nationalmannschaft
Sein erstes bekanntes Spiel im Trikot der jordanischen A-Nationalmannschaft war am 16. Juni 2015 ein 3:0-Freundschaftsspielsieg über Trinidad und Tobago, wo er in der 65. Minute für Oday Zahran eingewechselt wurde. Nach einem weiteren Freundschaftsspiel spielte er im Folgejahr mit der Mannschaft auch zwei Qualifikationsspiele für die Weltmeisterschaft 2018. In den folgenden Jahren kamen dann nur noch weitere Freundschaftsspiele dazu, bis er im März 2018 einmal in einem Qualifikationsspiel für die Asienmeisterschaft 2019 eingesetzt wurde. Anfang des nächsten Jahres war er dann auch bei der Endrunde dabei und bekam hier beim Gruppenspiel gegen Palästina sein Turnier-Debüt. Danach kam er noch im Achtelfinale zum Einsatz, wo seine Mannschaft gegen Vietnam unterlag.
Dies verblieb jedoch nicht sein einziges Turnier, weil er im August 2019 noch zwei Einsätze bei der Westasienmeisterschaft 2019 sammelte. Infolgedessen kamen weitere Einsätze in der Qualifikation für die Weltmeisterschaft 2022 dazu, nebst denen er auch noch einiges an Freundschaftsspielen bestritt. Er gehörte anschließend auch mit zum Kader beim Arabien-Pokal 2021, wo er in zwei Spielen zum Einsatz kam und mit seinem Team das Viertelfinale erreichte. Nach Qualifikationsspielen für die Asienmeisterschaft 2024 und ersten für die Weltmeisterschaft 2026 stand er dann auch bei der Asienmeisterschaft 2024 mit im Kader. Hier kam er in zwei der Gruppenspiele sowie allen weiteren Partien seiner Mannschaft zum Einsatz, welche im Finale mit 0:3 Katar unterlag.